# Thunberg-Prachtspiere
Die Thunberg-Prachtspiere oder Thunbergs Astilbe (Astilbe thunbergii) ist eine Pflanzenart aus der Gattung Prachtspieren (Astilbe) in der Familie der Steinbrechgewächse (Saxifragaceae).

## Merkmale
Die Thunberg-Prachtspiere ist eine ausdauernde, krautige Pflanze, die Wuchshöhen von 40 bis 80 Zentimeter erreicht. Die Pflanze bildet ein Rhizom aus. Die Fiederblättchen sind eiförmig-kreisförmig oder schmal eiförmig, selten lanzettlich und messen 4 bis 12 × 2 bis 5 Zentimeter, das endständige Blättchen ist am Grund abgerundet bis herzförmig. Die Kronblätter sind weiß, linealisch und 3 bis 4 Millimeter lang. 
Die Blütezeit reicht von Juli bis August.

## Vorkommen
Die Thunberg-Prachtspiere kommt in Japan auf Honshu, Shikoku und Kyushu auf sonnigen Grasfluren vor.

## Systematik
Es gibt sieben Varietäten (Auswahl): 
- Astilbe thunbergii var. formosa (Nakai) Ohwi: Die Kronblätter sind 4 bis 7 Millimeter lang.
- Astilbe thunbergii var. fujisanensis (Nakai) Ohwi: Die Kronblätter sind 2 bis 2,5 Millimeter lang und fast ebenso lang wie die Staubblätter.
- Astilbe thunbergii var. thunbergii.

## Nutzung
Die Thunberg-Prachtspiere wird zerstreut als Zierpflanze für Gehölzgruppen und Staudenbeete sowie als Schnittblume genutzt. Sie ist seit spätestens 1878 in Kultur. Es gibt mehrere Sorten (Auswahl):
- 'Betsy Cyperus': Die Blüten sind hellrosa.
- 'Moerheimii': Die Pflanze erreicht Wuchshöhen von 90 bis 100 Zentimeter, die Blüten sind weiß.
- 'Red Charm': Die Pflanze erreicht Wuchshöhen von 90 Zentimeter, die Blüten sind rot.
- 'Straußenfeder': Die Pflanze erreicht Wuchshöhen von 80 bis 100 Zentimeter, die Blüten sind lachsrosa.

## Belege
- Eckehart J. Jäger, Friedrich Ebel, Peter Hanelt, Gerd K. Müller (Hrsg.): Rothmaler Exkursionsflora von Deutschland. Band 5: Krautige Zier- und Nutzpflanzen. Spektrum Akademischer Verlag, Berlin Heidelberg 2008, ISBN 978-3-8274-0918-8.